# Valmir Nafiu
Valmir Nafiu (ur. 23 kwietnia 1994 w Tetowie) – północnomacedoński piłkarz pochodzenia albańskiego, były członek macedońskich reprezentacji U-17, U-19 i U-21.